# Tuerie de Tours
La tuerie de Tours est un drame survenu le 29 octobre 2001 dans l'hypercentre de la ville de Tours.

## Déroulement des faits
Le lundi 29 octobre 2001, Jean-Pierre Roux-Durraffourt, habitant de Chambray-lès-Tours, cheminot et conducteur d'engins passionné de tir (il s'entraîne régulièrement avec sa carabine 22 long-rifle dans un stand de tir sportif à Semblançay), père de 3 enfants, divorcé (depuis 1999) et vivant plus ou moins isolé, sort en voiture dans les rues de Tours après une altercation avec son fils. Alors qu'il est vêtu d’une veste de chasse en cuir marron huilé et d’un jean, il gare sa Peugeot 505 en centre-ville, enfile une cagoule et prend la carabine 22 long-rifle qui est dans sa voiture.
Pendant 30 minutes il se déplace dans les rues de Tours et tire sur les passants dans un rayon de 300 mètres autour de l'hôtel de ville de Tours. Jean-Pierre Roux-Durraffourt tue une première victime de 48 ans, puis deux autres hommes, âgés de 59 et 66 ans. L'homme tire également sur des voitures, des magasins, les forces de l'ordre : il fait sept blessés dont trois policiers et un gendarme. 
Le forcené se déplace ensuite boulevard Heurteloup et il abat d'une seule balle une quatrième personne de 33 ans. Il se réfugie ensuite dans un des parkings souterrains de la ville situé entre la gare de Tours et le Centre international de congrès Vinci. 
Le centre-ville est alors fermé tandis que le GIGN pénètre dans le parking souterrain. Caché derrière une voiture, il hurle « je veux un avion pour Kaboul ». Deux policiers du commissariat de Tours l'appréhendent après l'avoir blessé au thorax.

## Procès
Le dimanche 16 mars 2003 se tient l'une des plus grandes reconstitutions judiciaires réalisées dans le centre-ville de Tours. Jean-Pierre Roux-Durraffourt dit alors ne plus se souvenir de ses actes et avance un grand nombre d'explications liées à son acte insensé : « une dispute avec son fils, un harcèlement à son travail, sa volonté d'attirer l'attention sur le martyre des enfants afghans, bombardés à l'époque par les Américains ». 
À partir du 16 mars 2005 débute le procès de Jean-Pierre Roux-Durraffourt devant la cour d'assises d'Indre-et-Loire au palais de Justice de Tours, il est alors âgé de 47 ans. Le prévenu est jugé pour « assassinats, tentatives d'assassinats, tentatives de meurtres sur un militaire de la gendarmerie et sur des fonctionnaires de la police nationale ». 
Trois experts psychiatres sont entendus, ils jugent tous que l'accusé, psychorigide avec un trouble de la personnalité paranoïaque, ne souffre pas de maladie mentale mais simule une « amnésie utilitaire ». 
Selon l'avocat de Roux-Durraffourt, un expert psychiatre a estimé que l'accusé était irresponsable de ses actes, à la suite des crises psychotiques dont il était victime. Cette observation ne sera pas retenue, afin de rassurer l'opinion publique[non neutre].
L'accusé dit avoir de nombreux trous de mémoire, néanmoins les faits sont incontestables. Il est caractérisé par les psychiatres comme particulièrement manipulateur, afin d'échapper à la prison.
Le verdict est prononcé le 29 mars 2005 en soirée. L'accusé est alors condamné à la réclusion criminelle à perpétuité, assortie d'une période de sûreté de 22 ans (peine maximale) conformément à la demande du ministère public. 
Il annonce son intention de faire appel avant finalement de se rétracter.

## Autour de la tuerie
- Le doute plane au matin du 29 octobre 2001 sur la tuerie de Tours, les médias radiophoniques relayant qu'il s'agit peut-être d'un attentat terroriste à la suite des attentats du 11 septembre 2001.
- Le ministre de l’Intérieur Daniel Vaillant écourte un voyage officiel en Tunisie et décore le soir même les deux policiers de la médaille d’argent « pour acte de courage et de dévouement ».
- Le président de la République Jacques Chirac adresse un message au maire socialiste de Tours Jean Germain :

« J’ai appris avec consternation le drame qui s’est déroulé ce matin dans le centre de Tours. Je m’associe au sentiment d’effroi et à l’émotion que doivent ressentir tous les Tourangeaux face à cet acte barbare qui s’est produit en plein cœur de votre ville. En ce jour qui endeuille votre ville, je vous adresse, Monsieur le Maire, au nom de tous nos compatriotes, un message de solidarité à tous vos concitoyens. »
- Une stèle commémorative, rappelant le nom des victimes et la date de l'événement, est installée à l'extrémité est du boulevard Béranger à la demande des familles des victimes.

## Documentaires télévisés et radio
- « La tuerie de Tours » (premier reportage) dans « ... dans le Centre » le 17 et le 24 mars, et le 1er avril 2014 dans Crimes sur NRJ 12.
- « Tours, la première tuerie de masse en France », France Bleu, 26 novembre 2024